# Michael Graf Münster
Michael Graf Münster (* 1957 in Köln) ist ein deutscher Kirchenmusiker und Theologe.

## Biografie
Michael Graf Münster wuchs in Stuttgart auf. Er wurde dort von Helmuth Rillings Bach-Collegium Stuttgart beeinflusst. Er studierte Theologie in Tübingen und Kirchenmusik bei Alexander Šumski (Tübingen) und in München, dort unter anderem bei Sergiu Celibidache. 
Graf Münster lehrte als Musikrepetent am Evangelischen Stift Tübingen  und war Lehrbeauftragter an der Evangelisch-theologischen Fakultät der Universität Tübingen. Anschließend war er von 1992 bis 1997 Gemeindepfarrer an der Katharinenkirche Reutlingen.
1997 wurde er 39-jährig zum Landeskirchenmusikdirektor der Evangelischen Kirche in Hessen und Nassau berufen. Ab 1998 wirkte er zudem als Kantor an St. Katharinen in Frankfurt im Nebenamt. Nach dreizehn Jahren legte er 2010 sein Amt als Landeskirchenmusikdirektor nieder. Von 2010 bis 2023 versah er das Kantorat an St. Katharinen im Rahmen einer Vollzeitstelle.